# Romero de Guzmán
Romero de Guzmán es una localidad del estado mexicano de Michoacán. Es parte del municipio de Zamora.

## Demografía
| Gráfica de evolución demográfica |
|                                  |

| Censo | Población |
| ----- | --------- |
| 1900  | 93        |
| 1910  | 126       |
| 1921  | 115       |
| 1930  | 133       |
| 1940  | 206       |
| 1950  | 162       |
| 1960  | 292       |
| 1970  | 539       |
| 1980  | 778       |
| 1990  | 1195      |
| 2000  | 1237      |
| 2010  | 1177      |
| 2020  | 1280      |